# Пам'ятки Бахмута
У місті Бахмут Донецької області на обліку перебуває 43 пам'ятки історії та 9 пам'яток монументального мистецтва.

## Пам'ятки історії
| № пп | Охорон. номер | Найменування пам'ятки | Місцезнаходження пам'ятки                                                                           | Рік встановлення            | Автор                                                | Рішення              |
| ---- | ------------- | --- | --------------------------------------------------------------------------------------------------- | --------------------------- | ---------------------------------------------------- | -------------------- |
| 1.   | 132           | Будинок, у якому працював Сергєєв Ф. А. (Артем), радянський державний і громадській діяч.                                                                  | м. Бахмут, вул. Миру, 8.                                                                            | 1948 р.                     | -                                                    | 17.12.1969 р. № 724  |
| 2.   | 2052          | Будинок, у якому працював Чубарь В. Я., радянський партійний та державний діяч.                                                                            | м. Бахмут, вул. Миру, 8; Технікум залізничного транспорту.                                          | 1979 р.                     | -                                                    | 22.02.1984 р. № 97р  |
| 3.   | 135           | Будинок, у якому працював Квірінг Е. І., радянський державний і громадський діяч.                                                                          | м. Бахмут, вул. Миру, 22; школа № 11.                                                               | 1966 р.                     | -                                                    | 17.12.1969 р. № 724  |
| 4.   | 136           | Школа, у якій навчався Горбатов Б. Л., український радянський письменник, сценарист, секретар Спілки письменників СРСР.                                    | м. Бахмут, вул. Горбатова, 42.                                                                      | 1958 р.                     | -                                                    | 17.12.1969 р. № 724  |
| 5.   | 109           | Братська могила червоноармійців і політв'язнів. | м. Бахмут, вул. Горбатова, 48, біля залізничної станції Артемівськ I.                               | 1924 р.                     | -                                                    | 17.12.1969 р. № 724  |
| 6.   | 1822          | Школа, у якій навчалась Левченко І. М., Герой Радянського Союзу.                                                                                           | м. Бахмут, вул. Горбатова, 48.                                                                      | 1975 р.                     | -                                                    | 5.09.1973 р. № 475   |
| 7.   | 114           | Братська могила робітників залізничної служби зв'язку. | м. Бахмут, вул. Горбатова, 56.                                                                      | 1936 р.                     | -                                                    | 17.12.1969 р. № 724  |
| 8.   | 116           | Братська могила радянських воїнів, підпільників та партизанів. Могила Корсунського В. Б., Героя Радянського Союзу. Могила Рясного М. В, партизана, 1919 р. | м. Бахмут, вул. Горького, 3; біля СШ № № 8.                                                         | 1950 р. рек. 1985 р.        | -                                                    | 17.12.1969 р. № 724  |
| 9.   | 134           | Пам'ятний знак «Дзвін Чорнобиля». | м. Бахмут, вул. Леваневського, 18; Сквер металургів.                                                | 26 квітня 1986 р.           | Кузьменко В. І., головний архітектор м. Бахмута.     | 29.03.1999 р. № 161  |
| 10.  | 110           | Братські могили: партизанів громадянської війни; радянських воїнів Південно-Західного фронту.                                                              | м. Бахмут, вул. Лєрмонтова, Парк культури та відпочинку.                                            | 1947 р., рек. 1977 р.       | Скульптор Костянтинов М. В., архітектор Купрій Н. П. | 17.12.1969 р. № 724  |
| 11.  | 129           | Монумент воїнам-визволителям і могила невідомого солдата.                                                                                                  | м. Бахмут, вул. Лєрмонтова, Парк культури та відпочинку.                                            | 1970 р. рек. 1975 р.        | Скульптор Костянтинов М. В., архітектор Купрій Н. П. | 17.12.1969 р. № 724  |
| 12.  | 118           | Братська могила жертв фашизму. Братська могила військовополонених (48). Братська могила мирних мешканців. Братська могила радянських воїнів (4).           | м. Бахмут, вул. Маріупольська, цвинтар.                                                             | 1960 р.                     | -                                                    | 17.12.1969 р. № 724  |
| 13.  | 120           | Братська могила радянських військовополонених. | м. Бахмут, вул. Маріупольська, цвинтар.                                                             | 1956 р.                     | -                                                    | 17.12.1969 р. № 724  |
| 14.  | 115           | Братська могила радянських воїнів Південно-Західного фронту.                                                                                               | м. Бахмут, вул. Маріупольська, цвинтар.                                                             | 1952 р.                     | -                                                    | 17.12.1969 р. № 724  |
| 15.  | 3131          | Могила воїна-афганця старшого лейтенанта Ваніна О. Л. | м. Бахмут, вул. Маріупольська, цвинтар новий.                                                       | 1983 р.                     | -                                                    | 14.07.1993 р. № 419  |
| 16.  | 3128          | Могила воїна-афганця прапорщика Куроптєва В. В. | м. Бахмут, вул. Маріупольська, цвинтар новий.                                                       | 1985 р.                     | -                                                    | 14.07.1993 р. № 419  |
| 17.  | 3130          | Могила воїна-афганця прапорщика Олешка Михайла Павловича.                                                                                                  | м. Бахмут, вул. Маріупольська, цвинтар новий.                                                       | 1986 р.                     | -                                                    | 14.07.1993 р. № 419  |
| 18.  | 3129          | Могила воїна-афганця Стецюри І. В. | м. Бахмут, вул. Маріупольська, цвинтар новий.                                                       | 1986 р.                     | -                                                    | 14.07.1993 р. № 419  |
| 19.  | 2117          | Могила Героя Радянського Союзу Івкіна І. М. | м. Бахмут, вул. Маріупольська, цвинтар новий.                                                       | 1983 р.                     | -                                                    | 22.07.1987 р. № 338  |
| 20.  | 113           | Могила Китаєва А. Л., українського радянського діяча, лікаря.                                                                                              | м. Бахмут, вул. Маріупольська, цвинтар.                                                             | 1938 р., рек. 1950 р.       | -                                                    | 17.12.1969 р. № 724  |
| 21.  | 3135          | Могила воїна-афганця прапорщика Карасюка А. В. | м. Бахмут, міський цвинтар.                                                                         | 1985 р.                     | -                                                    | 14.07.1993 р. № 419  |
| 22.  | 3140          | Могила воїна-афганця капітана Музики О. В. | м. Бахмут, міський цвинтар.                                                                         | 1983 р.                     | -                                                    | 14.07.1993 р. № 419  |
| 23.  | 3132          | Могила воїна-афганця Проказіна О. В. | м. Бахмут, міський цвинтар.                                                                         | 1983 р.                     | -                                                    | 14.07.1993 р. № 419  |
| 24.  | 3141          | Могила воїна-афганця Снєгірьова С. М. | м. Бахмут, міський цвинтар.                                                                         | 1987 р.                     | -                                                    | 14.07.1993 р. № 419  |
| 25.  | 1733          | Місце масового знищення єврейського населення під час окупації м. Бахмута.                                                                                 | м. Бахмут, вул. Патріса Лумумби, 87, підземна виробка заводу шампанських вин                        | 12 січня 1999 р.            | Сотник В. Ф.                                         | 29.03.1999 р. № 161  |
| 26.  | 112           | Пам'ятний знак на честь воїнів-афганців. | м. Бахмут, вул. Польова; на перехресті з вул. Чайковського.                                         | 1995 р.                     | Скульптор Нікончук П.                                | 29.03.1999 р. № 161  |
| 27.  | 133           | Будинок, у якому розташовувався штаб оборони міста. | м. Бахмут, вул. Незалежності, 26.                                                                   | Дошка встановлена у 1948 р. | -                                                    | 5.09.1973 р. № 475   |
| 28.  | 117           | Братська могила радянських військовополонених. | м. Бахмут, вул. Чайковського.                                                                       | 1953 р.                     | -                                                    | 17.12.1969 р. № 724  |
| 29.  | 2051          | Пам'ятник воїнам-визволителям. | м. Бахмут, вул. Чайковського, 3.                                                                    | 1978 р.                     | Скульптор Єпанкін В.                                 | 22.02.1984 р. № 97-р |
| 30.  | 137           | Школа, у якій працювала підпільниця Колпакова О. О . | м. Бахмут, вул. Ковальська, 121.                                                                    | 1965 р.                     | -                                                    | 5.09.1973 р. № 475   |
| 31   | 3134          | Могила воїна-афганця Годованова С. М. | м. Бахмут, с-ще Іллінівка, цвинтар.                                                                 | 1985 р                      | -                                                    | 14.07.1993 р. № 419  |
| 32.  | 126           | Братська могила радянських воїнів і пам'ятник землякам. | м. Бахмут, Бахмутська м/р, смт Красна Гора, вул. Миру                                               | 1954 р.                     | -                                                    | 17.12.1969 р. № 724  |
| 33   | 125           | Братська могила радянських воїнів Південного та Південно-Західного фронтів.                                                                                | м. Бахмут, Соледарська м/р, м. Соледар.                                                             | 1955 р., рек. 1975 р.       | -                                                    | 17.12.1969 р. № 724  |
| 34.  | 122           | Братська могила радянських воїнів Південного фронту і партизанів.                                                                                          | м. Бахмут, Соледарська м/р, м. Соледар, вул. Жовтнева; Парк культури та відпочинку.                 | 1951 р., рек. 1975 р.       | -                                                    | 17.12.1969 р. № 724  |
| 35   | 123           | Братська могила радянських воїнів Південного фронту | м. Бахмут, Соледарська м/р, м. Соледар, вул. Загиблих Героїв.                                       | 1967 р.                     | -                                                    | 17.12.1969 р. № 724  |
| 36.  | 2595          | Пам'ятник Карпінському О. П., російському вченому-геологу.                                                                                                 | м. Бахмут, Соледарська м/р, м. Соледар, вул. Карпінського, біля виробничого об'єднання «Артемсіль». | 1965 р.                     | -                                                    | 5.08.1985 р. № 449-р |
| 37.  | 3136          | Могила воїна-афганця Кісліцина А. В. | м. Бахмут, Соледарська м/р, м. Соледар, міський цвинтар.                                            | 1983 р.                     | -                                                    | 14.07.1993 р. № 419  |
| 38.  | 3137          | Могила воїна-афганця Гайдарова О. П. | м. Бахмут, Соледарська м/р, м. Соледар, цвинтар с-ща Білокам'янка.                                  | 1985 р.                     | -                                                    | 14.07.1993 р. № 419  |
| 39.  | 111           | Братська могила червоноармійців. та радянського воїна. | м. Бахмут, Часовоярська м/р, м. Часів Яр, вул. Горького.                                            | 1967 р.                     | -                                                    | 17.12.1969 р. № 724  |
| 40.  | 121           | Братська могила радянських воїнів Південно-Зіхідного фронту                                                                                                | м. Бахмут, Часовоярська м/р, м. Часів Яр, вул. Горького                                             | 1952 р.                     | .                                                    | 17.12.1969 р. № 724  |
| 41.  | 3138          | Могила воїна-афганця, сержанта Крамчанінова С. Б. | м. Бахмут, Часовоярська м/р, м. Часів Яр, вул. Толстого, міський цвинтар.                           | 1986 р.                     | -                                                    | 14.07.1993 р. № 419  |
| 42.  | 3139          | Могила воїна-афганця Мазура М. Е. | м. Бахмут, Часовоярська м/р, м. Часів Яр, вул. Толстого, міський цвинтар                            | 1985 р.                     | -                                                    | 14.07.1993 р. № 419  |
| 43.  | 3133          | Могила воїна-афганця Шаповалова Г. В. | м. Бахмут, Часовоярська м/р, м. Часів Яр, вул. Толстого, міський цвинтар.                           | 1987 р.                     | -                                                    | 14.07.1993 р. № 419  |
|      |               | | |                             |                                                      |                      |

## Пам'ятки монументального мистецтва
| № пп | Охорон. номер | Найменування пам'ятки                                                          | Місцезнаходження пам'ятки                                  | Рік встановлення | Автор                                                               | Рішення                                                 | Демонтовано |
| ---- | ------------- | ------------------------------------------------------------------------------ | ---------------------------------------------------------- | ---------------- | ------------------------------------------------------------------- | ------------------------------------------------------- | ----------- |
| 1.   | 141           | Пам'ятник Е. І. Квірінгу, радянському державному і громадському діячу          | м. Бахмут, вул. Героїв Праці, 42                           | 1966             | Скульптор В. П. Полонік. Архітектор А. Л. Лукін                     | 17.12.1969 р. № 724                                     |             |
| 2.   | 142           | Пам'ятник К. А. Булавіну, керівнику антіфеодального повстання                  | м. Бахмут, вул. Незалежності, 3                            | 1971             | Скульптор К. А. Кузнецов. Архітектор В. Г. Гнєздилов                | 5.09.1973 р. № 475                                      |             |
| 3.   | 1770          | Пам'ятник В. І. Леніну                                                         | м. Бахмут, Площа Свободи                                   | 1972             | Скульптор К. А. Кузнецов. Архітектор В. Г. Гнєздилов                | 12.02.1975 р. № 84                                      |             |
| 4.   | 140           | Пам'ятник Ф. А. Сєргєєву (Артему), радянському державному і громадському діячу | м. Бахмут, Площа Свободи                                   | 1959             | Скульптори А. Шапран, М. Д. Декерменджі. Архітектор О. А. Гайдученя | 17.12.1969 р. № 24. Постанова РМ УРСР від 30.05.1958 р. | 2015        |
| 5.   | 131           | Пам'ятник воїнам-землякам, працівникам заводу «Перемога Праці»                 | м. Бахмут, вул. Миру, 22                                   | 1967, рек. 1985  | —                                                                   | 5.09. 1973 р. № 475                                     |             |
| 6.   | 108           | Пам'ятне місце, де була проголошена Радянська влада                            | м. Бахмут, вул. Василя Першина, 3                          | 1967             | —                                                                   | 5.09. 1973 р. № 475                                     |             |
| 7.   | 1823          | Пам'ятник воїнам-землякам                                                      | м. Бахмут, вул. Патріса Лумумби, 80; біля Будинку культури | 1968, рек. 1985  | —                                                                   | 5.09. 1973 р. № 475                                     |             |
| 8.   | 130           | Пам'ятник воїнам-визволителям, танкістам                                       | м. Бахмут, вул. Горького                                   | 1971             | —                                                                   | 5.09.1973 р. № 475                                      |             |
| 9.   | 139           | Пам'ятник Леніну В. І.                                                         | м. Бахмут, Соледарська м/р, м. Соледар, вул. Леніна        | 1966             | —                                                                   | 17.12.1969 р. № 724                                     |             |